# Abd-Al·lah ibn Muhàmmad ibn Abd-ar-Rahman
Abd-Al·lah ibn Muhàmmad ibn Abd-ar-Rahman (àrab: عبد الله بن محمد بن عبد الرحمن, ʿAbd Allāh ibn Muḥammad ibn ʿAbd ar-Raḥmān) (844-912), també conegut com a Abd-Al·lah I de Còrdova, fou el setè emir omeia de Còrdova.
Va succeir al seu germà al-Múndhir ibn Muhàmmad, mort davant Bobastro el 29 de juny del 888, en lluita contra el muladí Úmar ibn Hafsun, probablement amb intervenció del nou emir.
A l'inici del seu regnat estaven revoltades Còria, Mèrida i Badajoz, Santaver, Tudela i els muladís d'Úmar ibn Hafsun entre d'altres, i llavors es van revoltar els valís de Lisboa, Alfandica, Alfereda, i Lamego a Lusitània, mentre els asturians van ocupar Chaves. El 889 es va revoltar el seu fill Muhàmmad ibn Abd-Al·lah a Sevilla i va tenir el suport dels valís de Jaén i Granada. L'emir va enviar el seu altre fill Abd-ar-Rahman, que va sotmetre als rebels i va entrar a Sevilla i Muhàmmad fou fet presoner.
El 16 d'abril del 891 Úmar ibn Hafsun va patir una greu derrota i es va haver de retirar a la seva fortalesa de Bobastro. Llop ibn Muhàmmad de Tudela es va haver de sotmetre a l'emir que li va reconèixer el govern de Tudela i Tarassona (898)
El 899 Úmar ibn Hafsun va passar a l'ofensiva i va conquerir Jaén (900) mentre a Sevilla es va revoltar Ibrahim i es va proclamar emir independent, però fou sotmès poc temps després. En aquest any 899 els Banu Marwan de Badajoz i Mèrida es van sotmetre a l'emir. El 902 va conquerir l'illa d'Eivissa i l'any següent, el 903, es va produir la conquesta de Mallorca i Menorca amb un exèrcit dirigit per Issam al-Khawlani, que en fou nomenat valí.
El 906 un cap muladí, Llop ibn Tarbixa s'havia apoderat de les regions centrals i va entrar a Toledo.
Va morir el 16 d'octubre del 912. El va succeir el seu net Abd-ar-Rahman III ibn Muhàmmad ibn Abd-Al·lah.